# Camellia lanceisepala
Camellia lanceisepala là một loài thực vật có hoa trong họ Theaceae. Loài này được L.K.Ling mô tả khoa học đầu tiên năm 1987.